# Victor Frédéric Verrimst

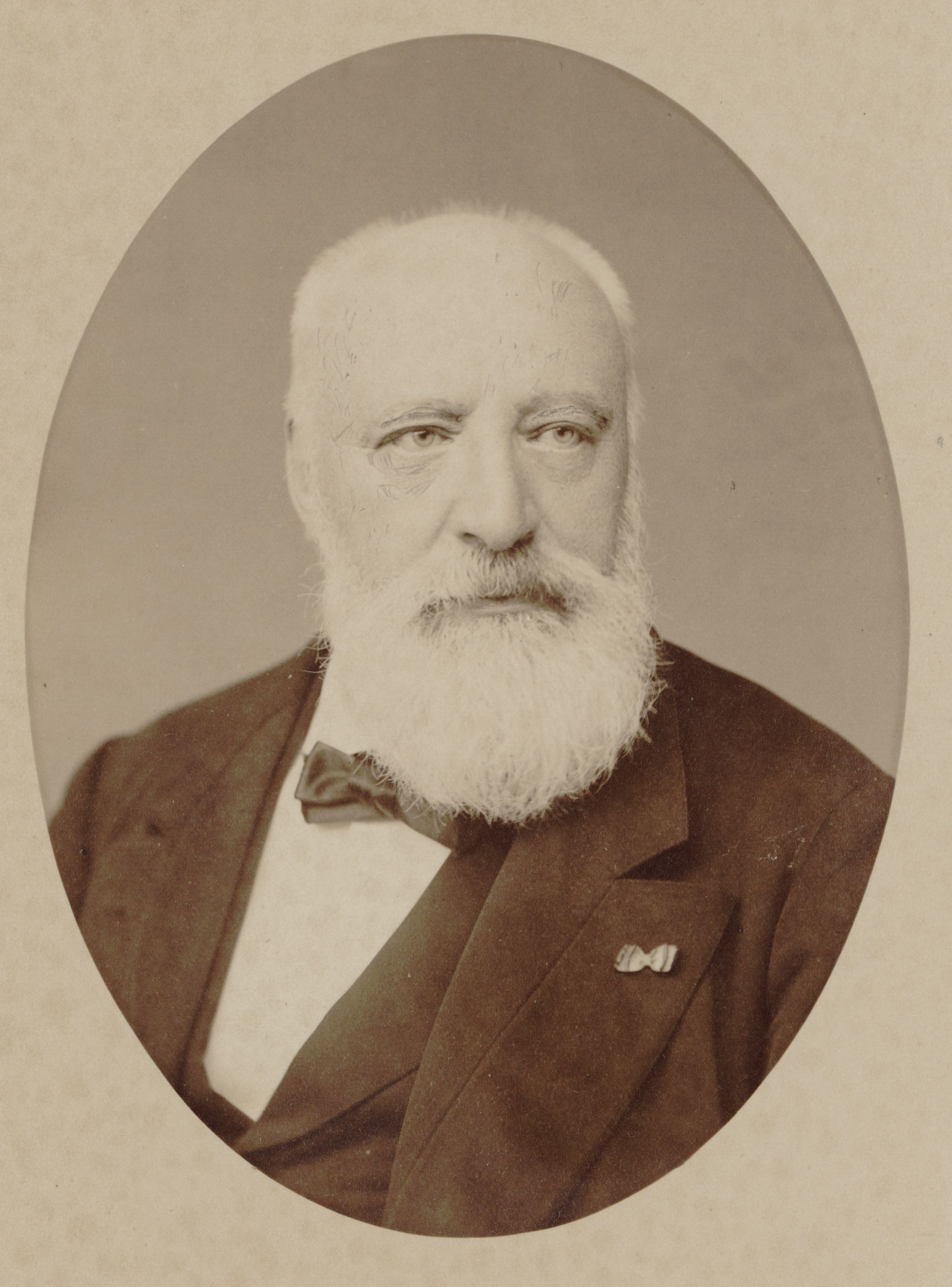
Victor Frédéric Verrimst

Victor Frédéric Verrimst (* 29. November 1825 in Paris; † 16. Januar 1893 in Houilles) war ein französischer Kontrabassist, Organist und Komponist. Verrimst besaß die belgische Staatsangehörigkeit.

## Leben und Wirken
Verrimst, dessen Vater aus Lokeren in Belgien stammte, studierte am Conservatoire de Paris Kontrabass bei Louis François Chaft (auch Chatt), Harmonielehre bei Antoine Elwart und Kontrapunkt bei Simon Leborne. Er wirkte als Kontrabassist der Opéra-Comique und später der Pariser Oper sowie bei der Société des concerts du Conservatoire.
Ab 1853 unterrichtete er Kontrapunkt am Conservatoire de Paris. Zugleich wurde er neben Pierre-Edmond Hocmelle Organist an der Kirche St-Thomas d’Aquin. Seit 1860 hatte er die Organistenstelle an der Kirche St-Bernard inne. Verrimst komponierte einige kirchenmusikalische Werke, darunter eine Messe de Requiem.